# سیارک ۱۷۹۵۱
سیارک ۱۷۹۵۱ (به انگلیسی: 17951 Fenska، نامگذاری:1999JO19) هفده هزار و نهصد و پنجاه و یکمین سیارک کشف شده‌است که در ۱۰ مه ۱۹۹۹ کشف شد.
قدر مطلق سیارک برابر ۲۰.۴ است.